# Bataille de Kidal (21 mai 2014)
Pour les articles homonymes, voir Bataille de Kidal.
Guerre du Mali
Batailles
La troisième bataille de Kidal de la guerre du Mali a lieu le 21 mai 2014. Elle débute quatre jours après la deuxième bataille de Kidal, par une offensive de l'armée malienne visant à reprendre le contrôle de la ville aux rebelles du MNLA, du HCUA et du MAA, mais la tentative se solde par un échec complet.

## Contexte
Le 17 mai 2014, la visite du Premier ministre malien Moussa Mara à Kidal provoque des affrontements entre l'armée malienne et les rebelles du MNLA, du HCUA et du MAA. Les rebelles s'emparent du gouvernorat après des combats qui font plusieurs dizaines de morts. La MINUSMA et les Français de l'opération Serval interviennent et parviennent à obtenir un accord de cessez-le-feu entre l'armée malienne et les rebelles,. Le 19 mai, les groupes armés appellent à l'apaisement et à « la relance du processus de paix », mais le 18 à Gao, le Premier ministre Moussa Mara déclare que « La république du Mali est dorénavant en guerre ».
Les jours suivants, l'armée malienne envoie des renforts à Kidal. Le 20 mai, inquiètes, les diplomaties étrangères et notamment Hélène Le Gal, conseillère du président français, Djibrill Bassolé, ministre burkinabè des Affaires étrangères et les représentants des Nations unies, appellent le président Ibrahim Boubacar Keïta à ne pas rompre les pourparlers avec les groupes rebelles. Le chef de l'État malien promet de ne pas lancer d'offensive militaire pour reprendre la ville.

## Forces en présence

### Les forces gouvernementales maliennes
Au début du mois de mai, la garnison malienne à Kidal est forte de 160  à   200 soldats,. Mais après les affrontements du 17, celle-ci reçoit ensuite plus de 1 500 hommes en renfort venus de Gao et Anéfif. Dès le 17, le GTIA « Balazan » basé à Anéfif fait mouvement sur Kidal. Commandée par le lieutenant-colonel Sérémé, cette unité est forte de 600  à   700 hommes formés par l'EUTM Mali, elle dispose de pick-up mais ne possède aucun blindé,, elle arrive à Kidal le lendemain. Les 18 et 19, deux groupes de 300 bérets rouges du 33e régiment des commandos parachutistes quittent également la caserne de Djicoroni, à Bamako, pour se rendre au nord. Des bérêts verts de Kati prennent également la route de Kidal.
Finalement le 21 mai, les forces maliennes présentes à Kidal sont composées de 1 500 à 2 000 hommes issus des GTIA « Balazan », « Sigi » et « Elou », du 33e régiment des commandos parachutistes et de la force « Delta », constituée d'hommes de l'ancienne milice de Touaregs imghads du général Gamou.
Elles sont commandées par le général de brigade Didier Dacko, chef d’état-major général adjoint des armées, le général de brigade El Hadj Ag Gamou, chef de l’unité « Delta », et le colonel-major  Abdoulaye Coulibaly, chef d'état-major adjoint de l'armée de terre,.

### Les forces rebelles
Les effectifs des groupes armés ne sont pas connus avec précision, en novembre 2013 Moussa Ag Acharatoumane, membre du bureau politique, indiquait que le MNLA avait 1 000 combattants aux alentours de Kidal. De son côté, l'armée malienne n'aurait estimé qu'à quelques centaines d'hommes les forces des groupes rebelles. Le 5 juin, le journal malien L'Indépendant affirme que selon des sources proches des forces internationales présentes à Kidal, plus de 2 000 combattants rebelles ont pris part aux affrontements du 21, alors que l'armée malienne n'estimait leur nombre qu'à 600 ou 700. Pour Rémi Carayol, envoyé spécial de Jeune Afrique, les Maliens s'attendaient à ne trouver que 400 à 500 opposants mais leurs forces se sont avérées plus importantes.
Jean-Dominique Merchet, journaliste de L'Opinion, estime le nombre des combattants du MNLA entre 1 500 et 1 600. Selon Rémi Carayol, les rebelles ont engagé plus d'un millier d'hommes dans la bataille du 21 mai, dont environ 600 pour le MNLA et un nombre égal du côté du HCUA.
Parmi les chefs rebelles figurent : Mohamed Ag Najem,, chef de la branche armée du MNLA ; Cheikh Ag Aoussa,, qui commande les forces du HCUA, Brahim Ould Handa, commandant pour le MAA, Assalat Ag Habi et Haroun Ag Dawoud.
Pour Rémi Carayol, les rebelles ont l'avantage de connaître parfaitement toutes les ruelles de la ville et bénéficient également du soutien de la majorité de la population.
D'après le ministère malien de la Défense, la katiba d'AQMI d'Abdelkrim al-Targui prend part aux affrontements. Mais les rebelles affirment de leur côté que les seuls groupes armés impliqués sont le Mouvement national de libération de l'Azawad (MNLA), le Haut conseil pour l'unité de l'Azawad (HCUA) et le Mouvement arabe de l'Azawad (MAA),.

### Les forces d'interposition
Du côté des forces d'interposition, les unités de casques bleus de la MINUSMA, principalement constituées de troupes guinéennes, sénégalaises,, tchadiennes, cambodgiennes et rwandaises, disposent de 1 100  à   1 200 hommes à Kidal le jour de la bataille,. Après avoir reçu des renforts la veille de la reprise des combats, l'armée française dispose d'un peu moins d'une centaine d'hommes sur place. Toutes ces forces sont basées au Camp 2, elles ne prennent pas parti lors des combats.
Ni les Français de l'opération Serval, ni les casques bleus de la MINUSMA ne sont informés de l'offensive par l'armée malienne.

## Déroulement
Avant le début de la bataille, l'armée malienne occupe le Camp 1, au sud-ouest de la ville. Les rebelles tiennent de leur côté le gouvernorat et la plus grande partie de la ville. Le MNLA est surtout en force au nord-est.
Les combats commencent le matin du 21 mai, à 10h10. L'armée malienne lance son offensive à l'ouest, au sud et au nord de la ville avec des fantassins soutenus par des blindés. À chaque avancée, les soldats maliens demandent aux civils d'évacuer la zone des combats. Quelques minutes après leur entrée dans la ville, les combats s'engagent. Depuis le Camp 1, les militaires tirent des obus sur la zone de cantonnement du MNLA,.
Le gouvernement malien déclare dans un communiqué : « À environ 10h00 ce matin, les forces maliennes ont lancé des opérations pour sécuriser et prendre le contrôle de Kidal. Les opérations sont en cours. » Le Ministère de la Défense déclare :« Les combats se poursuivront jusqu'à ce que nous ayons entièrement libéré la ville ».
De son côté le MNLA publie trois communiqués dans lesquels il accuse l'armée malienne d'avoir violé le cessez-le-feu en bombardant ses positions par des tirs de mortiers. Le MNLA affirme avoir subi les tirs pendant une quinzaine de minutes avant de décider de répliquer,,.
Les bérets rouges du 33e régiment des commandos parachutistes sont engagés en première ligne alors que les bérets verts sont placés en soutien. Les Maliens ont d'abord l'avantage, ils progressent à l'intérieur de la ville et vers 11 heures, ils parviennent à reprendre le contrôle du gouvernorat,. Les premiers rapports évoquent le succès de l'opération, cependant la situation va ensuite basculer. Le porte-parole du gouvernement, Mahamane Baby, évoquera « des problèmes de coordination, de renseignement » du côté des forces gouvernementales.
Vers 13 h 0, les rebelles lancent une contre-attaque et se divisent en trois groupes, le premier affronte les bérets rouges à l'intérieur de la ville, le deuxième se porte en direction du Camp 1 qui sert de base à l'armée malienne tandis que le dernier groupe contourne les lignes et assaille les bérets verts qui étaient en soutien. Ces derniers, surpris par cette attaque soudaine, sont les premiers à fuir en pensant à tort que les forces d'avant-garde ont été détruites. Le Camp 1 qui sert de quartier-général à l'armée malienne se retrouve alors directement menacé et sans défense suffisante. Le général Dacko, le colonel-major Coulibaly et une quarantaine d'officiers abandonnent alors la zone et foncent trouver refuge au Camp 2, tenu par la MINUSMA, à 800 mètres du Camp 1. Quant aux bérets rouges, ils sont les derniers à céder, mais isolés à l'intérieur de la ville, ils subissent les plus lourdes pertes.
Vers 15 h 0, la bataille semble gagnée par les rebelles. Dans l'après-midi, dans un communiqué publié à 16 h 30, le MNLA déclare que les « forces de l'Azawad » ont pris le contrôle total de la ville et notamment du Camp 1. Selon RFI, le soir du 21 mai, la ville est aux mains des rebelles. D'après une source de l'ONU reprise par l'AFP et RFI, les rebelles ont « pris nettement le dessus sur les forces armées maliennes » et le drapeau du MNLA flotte au Camp 1. Selon des témoins, le principal marché de la ville est détruit lors de la bataille,.
Si un groupe d'une centaine de militaires maliens avec 27 véhicules trouve refuge au Camp 2, tenu par la MINUSMA,, le gros de l'armée malienne se replie vers le sud, avec notamment le général El Hadj Ag Gamou, ancien commandant militaire de Kidal qui connaît bien le terrain. Ils sont cependant poursuivis par les rebelles et le colonel Fayçal Ag Kiba, bras droit du général Gamou, est tué au cours de la retraite,. À Anéfif, les Maliens font jonction avec une autre troupe qui arrivait en renfort, puis ils se replient ensemble sur Gao.
Le soir du 21 mai, le gouvernement malien reconnaît la défaite de son armée et le président malien Ibrahim Boubacar Keïta demande « un cessez-le-feu immédiat ».

## Les pertes
Après la bataille, plusieurs blessés des deux camps sont pris en charge par l'hôpital de Kidal. Certains militaires maliens sont soignés par les médecins de l'armée française.
Le soir du 21, Moussa Ag Assarid, un responsable du MNLA, affirme que la coalition des groupes armés a enregistré quatre morts et huit blessés. Le 22 mai, Mossa Ag Attaher, porte-parole du MNLA, affirme que les pertes de l'armée malienne sont d'environ 40 morts, 50 blessés et 70 prisonniers, tandis que les pertes du MNLA ne sont selon lui que de deux morts et d'une dizaine de blessés. Il déclare également que les Maliens ont abandonné 50 pick-up et que 12 blindés ont été capturés. Le même jour, interrogé par Jeune Afrique, Bilal Ag Acherif, secrétaire-général du MNLA, estime également les pertes maliennes à une quarantaine d'hommes au moins contre deux tués pour le MNLA, mais il ne parle que de 14 prisonniers, indiquant toutefois que les captifs blessés ont été remis à la MINUSMA.
Le soir du 22, le ministre malien de la Défense déclare que les pertes des forces maliennes sont d'environ 20 tués et 30 blessés.
De son côté, la MINUSMA parle le 22 mai d'au moins 30 blessés, dont 6 gravement, tant chez les groupes du nord que chez les militaires. Interrogés par RFI, un habitant de Kidal et un membres du MNLA affirment avoir vu respectivement six cadavres de soldats maliens et 12 soldats faits prisonniers.
Selon le ministre malien de la Défense Soumeylou Boubèye Maïga, 97 soldats maliens, dont 22 blessés, ont trouvé refuge au Camp 2, tenu par les forces de l'ONU. Dans un communiqué, la MINUSMA affirme avoir rapatrié 80 militaires, dont 38 blessés, sur Bamako le 22 mai. Ces derniers sont d'abord rapatriés par hélicoptères sur Gao, de là ils embarquent sur un C-130 danois qui atterrit dans la capitale malienne dans la soirée. Au cours de l'évacuation, les blessés sont pris en charge par des équipes médicales des contingents togolais et néerlandais.
Le 23 mai, à Ouagadougou, des représentants du MNLA, HCUA et MAA indiquent que le décompte des victimes maliennes se poursuit mais que pour l'heure les pertes des forces maliennes dans les affrontements du 21 mai sont d'environ 50 tués, 50 blessés remis au CICR et près de 100 prisonniers. Les pertes en équipement sont de 4 « chars » BRDM, 10 camions de transport, 2 citernes, 50 véhicules 4x4 « flambant neufs offerts par l'UE aux FAMA » et plusieurs tonnes de minutions. Le 24 mai, le HCUA affirme avoir fait 33 prisonniers.
Le 25 mai, Soumeylou Boubèye Maïga, le ministre malien de la défense, reconnaît que les pertes des forces maliennes sont d'une cinquantaine de morts et de 48 blessés. Il ajoute :  « De l'autre côté, on ne connaît pas leur bilan, on sait qu'eux aussi ont eu des pertes »,.
Le 26, les soldats maliens capturés par les rebelles reçoivent la visite de membres du Comité international de la Croix-Rouge (CICR). Selon les humanitaires, les groupes armés détiennent au moins 50 prisonniers, dont 32 par le HCUA et 18 par le MNLA.
Le 3 juin, selon le journal malien Le Républicain, d'autres corps de militaires auraient été découverts dans le désert plusieurs jours après les combats et le bilan de la bataille du 21 mai serait, « selon des sources concordantes », de 58 morts, 50 blessés, 73 disparus et 40 prisonniers. Le 5 juin, le journal malien L'Indépendant affirme que selon des sources proches des forces internationales présentes à Kidal, 120 rebelles ont été tués et beaucoup d'autres blessés lors des combats du 21.
Dans son rapport de juin 2013, la MINUSMA rapporte que le bilan des combats à Kidal demeure incertain, mais confirme la mort d'au moins 41 personnes dont 8 civils (parmi lesquels 6 fonctionnaires) et 33 membres des Forces armées maliennes.
Rémi Carayol, envoyé spécial de Jeune Afrique, estime quant à lui à une dizaine de morts les pertes des rebelles,.
Selon le rapport de la division des droits de l'homme (DDH), au moins 26 corps de soldats maliens sont récupérés par la MINUSMA après les combats, 47 militaires ont également été capturés, tandis les pertes rebelles sont d'au moins quatre hommes tués — trois du MNLA et un du HCUA — et cinq blessés soignés par la MINUSMA, dont un succombe à ses blessures. La MINUSMA a également pris en charge 311 militaires et civils blessés.
Une trentaine de policiers sont également portés disparus au terme des évènements de Kidal. Le 8 juin le Syndicat de la police nationale (SPN) déclare qu'« il est regrettable de constater qu'au niveau de la direction général, il n'y a aucun chiffre ni de donnée sur la situation des policiers tombés à Kidal ». 88 policiers avaient été mutés dans cette ville, ils ne disposaient pas d'armes et n'étaient équipés que de matraques. Selon le bilan annoncé le 28 juin par le Syndicat de la police nationale, 85 policiers étaient présents à Kidal le jour de la bataille, leurs pertes sont de 4 morts, 6 blessés, 2 disparus et 28 prisonniers, dont 24 détenus par le HCUA et 4 par le MNLA.

## Conséquences

### Contre-offensive des rebelles
Après la débâcle de l'armée malienne, les groupes rebelles contre-attaquent. Le soir du 21, Moussa Ag Assarid, du MNLA, déclare que les forces azawadiennes ont repris les villes d'Andéramboukane, Ménaka, Aguel'hoc, Tessalit et Anéfif, abandonnées par les Maliens. D'autres membres du MNLA affirment que Léré et Ansongo sont également conquises. La prise de Ménaka est confirmée par l'ONU,, tandis que le ministre malien de la Défense dément. Selon le rapport de la DDH, entre les 21 et 23 mai, les rebelles s'emparent d'Aguel'hoc dans la région de Kidal ; Ménaka, Djebok, N'Tillit, Talataye, Tessit, Tin-Hama et Tamkoutat dans la région de Gao ; de Ber dans la région de Tombouctou et progressent jusqu'à la région du Lac Figuibine et la commune de Boulkessy, dans la région de Mopti.
Dans plusieurs villes du nord, les forces maliennes reculent sans combattre. À Andéramboukane, les militaires se replient au Niger, Ansongo est abandonnée par les soldats qui se réfugient à Gao. À Ménaka, les 500 hommes de la garnison malienne trouvent refuge au camp de la MINUSMA sans tirer un seul coup de feu. Les 290 hommes présents à Aguel'hoc font de même, d'autres prennent la direction de l'Algérie. En revanche à Tessalit, si les rebelles font une incursion dans la ville, l'armée malienne maintient sa position dans son camp militaire, de même que les casques bleus tchadiens,.
La nouvelle de l'avancée des groupes armés du nord provoque des mouvements de panique parmi les populations à Tombouctou et Gao. Mais à la demande de la France et de la MINUSMA, les rebelles abandonnent Ansongo, Djebok et Bourem et cessent leur progression,. 
Le 22, Bilal Ag Acherif, secrétaire-général du MNLA, ne revendique que la prise de Kidal, Ménaka, Andéramboukane et Anéfis.

### Appels à l'apaisement de la communauté internationale
Lors de la journée du 21 mai, le secrétaire général de l'ONU Ban Ki-moon appelle « à la cessation immédiate des combats et à la mise en place d'un cessez-le-feu ». Pour l'ONU, l'offensive malienne est un « désastre » qui fait s'effondrer près d'une année de négociations. Selon l'ONU, les affrontements de Kidal provoquent la fuite de 3 400 habitants de la ville, certains s'enfuient en direction de l'Algérie, d'autres vers Gao.
Le 22, au moins plusieurs centaines de personnes, peut-être un millier, manifestent à Bamako pour soutenir Moussa Mara et l'armée malienne. D'autres manifestations ont lieu à Gao, Goundam, Niono et Tombouctou. Le président Ibrahim Boubacar Keïta exhorte cependant la population à ne pas faire d'amalgames à ne pas s'en prendre aux civils touaregs ni aux forces de la MINUSMA et de l'Opération Serval qui sont accusés par les manifestants et plusieurs personnalités politiques de s'être montrés passifs face aux rebelles ou même de les avoir soutenus,.
Cependant l'ONU indique que la mission a pour mandat de protéger les civils et non de faire la guerre. Hervé Ladsous, Secrétaire général adjoint aux opérations de maintien de la paix de l'ONU déclare que « le rôle de la Minusma n’est pas de combattre. Le rôle de la Minusma est de faciliter une sortie de crise politique. C’est vers cela que vont tous nos efforts ». Pour le colonel Gilles Jaron, porte-parole de l'armée française, « la force Serval n'a pas vocation à intervenir dans les questions de sécurité intérieure. C'est une force militaire tournée vers un adversaire, qui sont les groupes armés terroristes ».
De son côté, la France appelle à l'arrêt des combats. Romain Nadal, porte-parole du ministère des Affaires étrangères déclare : « Il est essentiel que les hostilités cessent et que des pourparlers inclusifs démarrent ».
De même, Bilal Ag Acherif, secrétaire-général du MNLA, réclame la mise en place d'un « réel cessez-le-feu » et la reprise des négociations.
Du côté malien, le président, le premier ministre et le ministre de la communication affirment quant à eux que l'offensive du 21 mai n'a pas été ordonnée par le gouvernement et que l'initiative de l'attaque aurait été prise au niveau de l'armée. Le général de division Mahamane Touré, chef d'État-major Général des armées du Mali, serait suspecté d'avoir ordonné l'assaut,.

Une controverse a lieu au Mali mêlant politiques et militaires pour savoir qui aurait donné l'ordre de l'offensive. Pour Rémi Carayol, l'envoyé spécial de Jeune Afrique : 

« Qui a donné l'ordre d'attaquer le 21 mai ? Le président malien a la réponse. La France aussi. Et la Minusma très certainement. Mais le commun des mortels n'en saura peut-être jamais rien. "Secret-défense", nous rétorque-t-on. Selon une source militaire, l'initiative serait venue des officiers qui assuraient le commandement sur le terrain. Peut-être du chef d'état-major général des armées, le général Mahamane Touré, qui se trouvait à Gao. Peut-être de son adjoint, le général Didier Dacko, qui dirigeait les opérations à Kidal. "Depuis deux jours, explique notre source, ils observaient des pick-up venir de partout. Ils se sont dit : "Si on ne fait rien, il sera trop tard, c'est maintenant ou jamais". »

Si l'offensive sur Kidal a été soutenue par une large majorité des Maliens du sud, très hostiles aux rebelles, le président Ibrahim Boubacar Keïta est cependant affaibli diplomatiquement aux yeux de la communauté internationale. Un diplomate cité par Jeune Afrique résume « Soit il a menti, soit il ne tient pas son armée ».

### Accord de cessez-le-feu
Le 22 mai, Mohamed Ould Abdel Aziz président de la Mauritanie et de l'Union africaine gagne Bamako où il rencontre le président Ibrahim Boubacar Keïta. Le lendemain, il se rend à Kidal accompagné de Bert Koenders, le chef de la MINUSMA, afin d'effectuer la médiation avec les groupes armés. Au terme de plus de 4 heures de discussions, le MNLA, le HCUA et le MAA acceptent la proposition du cessez-le-feu. Un accord en cinq points est signé par les chefs militaires des trois groupes armés ; Mohamed Ag Najem pour le MNLA, Cheikh Ag Aoussa pour le HCUA et Brahim Ould Handa pour le MAA. Les rebelles acceptent de cesser les hostilités, de revenir à l'accord préliminaire de Ouagadougou, de libérer leurs prisonniers, de faciliter le travail des humanitaires des Nations unies et d'autres organismes et approuvent la mise en place d'une commission d'enquête internationale sur les derniers évènements de Kidal, en revanche ils refusent des céder les zones conquises, notamment Ménaka et de laisser les autorités maliennes reprendre leurs positions d'avant le 17 mai,.
Le 27 mai, le MNLA annonce qu'il remet le gouvernorat à la « Communauté internationale », c'est-à-dire aux forces de la MINUSMA. Bien que n'ayant pas été favorable à l'offensive militaire du 21 mai, le ministre de la Défense et des Anciens combattants Soumeylou Boubèye Maïga présente sa démission le 27 mai,. Il est suivi le 29 par le général Mahamane Touré, chef d'État-major général des armées.

### Libération des prisonniers
Après la bataille des pourparlers sont engagés pour la libération des prisonniers. Le gouvernement malien veut la libération de ses soldats capturés, cependant le MNLA réclame un échange de prisonniers et des informations sur les personnes détenues à Bamako. Quelques jours après les combats, deux prisonniers maliens blessés sont relâchés, l'un par le MNLA, l'autre par le HCUA, pour être soignés à l'hôpital de Gao.
Les négociations aboutissent et le 15 juillet 2014 les rebelles relâchent 45 prisonniers maliens, des militaires et des policiers qui sont remis à la MINUSMA et conduits le jour même par avion à Bamako. De son côté le gouvernement malien libère également 41 ou 42 Touaregs capturés par des patrouilles au nord du pays,,,,. Selon certains des soldats libérés, quatre militaires maliens seraient cependant toujours gardés prisonniers par les rebelles.